# Unprocessed
Gli Unprocessed sono un gruppo progressive metal tedesco di Wiesbaden, fondato nel 2013.

## Formazione
La band, fondata nel 2013, è stata formata nel 2012 dall'allora batterista Jan Aimène e dal chitarrista Manuel Gardner Fernandes. La band ha pubblicato il primo album In Concretion nel 2014, seguito due anni dopo dall'EP Perception nel 2016 sotto la Dreamcircle Records. Questo è l'ultimo album con la vecchia formazione dei membri della band: difatti, Lorenz, Jüchtern e Aimène hanno lasciato la band lo stesso anno.
Il gruppo ha pubblicato il secondo full-length Covenant nel 2018 insieme al nuovo bassista David John Levy e al batterista Leon Pfeifer; con quest'album, la band ha iniziato la collaborazione con la Long Branch Records. Dopo l'uscita del singolo promozionale Abandoned, nel 2019 è stato pubblicato con essa il loro terzo album Artificial Void, l'ultimo album con il chitarrista Christopher Talosi; Fernandes è quindi diventato l'unico membro fondatore della band ancora al suo interno.
All'inizio del 2020, gli Unprocessed hanno accompagnato la band statunitense Polyphia nel loro tour europeo. Ciò risultò rapidamente in una collaborazione, il singolo Real, che segna il cambio di stile del gruppo ed è pubblicato nel luglio dello stesso anno con la collaborazione di Tim Henson e Clay Gober, chitarrista e bassista dei Polyphia.
Nel frattempo, i membri degli Unprocessed hanno continuato a lavorare sulla loro presenza sui social media: Manuel Gardner Fernandes ha caricato brevi video del suo modo di suonare la chitarra, soprattutto su Instagram. Durante la pandemia di COVID-19, la band ha anche pubblicato diversi riff sul proprio canale YouTube, dandovi il nome di Quarantine Riffs, affinché i fan potessero riprodurli; il primo di essi è stata la canzone completa Deadrose, pubblicata a novembre senza essere contenuta in un album. Nel dicembre 2020, diversi youtuber hanno affermato che Fernandes avesse modificato i suoi video, il che ha dato alla band ulteriore portata, e la situazione è stata successivamente trasformata in una fan art.
Nel luglio 2021 è uscito il singolo Candyland, che ha continuato il cambio di stile degli ultimi due singoli e come essi è rimasto autonomo, senza essere incluso in un album. Nel settembre dello stesso anno è stato pubblicato Rain, il primo singolo promozionale per il quarto album in studio Gold, trasformando uno dei riff del gruppo più riprodotti sui social in una canzone completa. Il secondo singolo promozionale Portrait è uscito a dicembre 2021, e Dinner, il cui riff era già stato mostrato nei Quarantine Riffs, è stato pubblicato come terzo singolo promozionale nel maggio 2022. Insieme al quarto singolo Closer, a giugno 2022 è stato pubblicato Boy Without a Gun, un EP con tutti i singoli precedenti promozionali e altre due canzoni. Nel periodo dell'uscita, gli Unprocessed hanno suonato all'edizione del 2022 del Rock im Park e del Rock am Ring, e in estate hanno supportato i Polyphia nel loro tour in Nordamerica insieme ai Death Tour. Fabulist e Berlin, il quinto e il sesto singolo promozionale di Gold, pubblicato ad agosto tramite la AirForce1 Records, seguono a giugno e il giorno dell'uscita dell'album.
Il 12 settembre 2023, la band ha pubblicato Thrash, il primo singolo del loro quinto LP ...And Everything in Between. Il secondo singolo Blackbone lo ha seguito poche settimane dopo, il 3 ottobre 2023, e il terzo singolo Glass è uscito il 1º novembre 2023. L'album è invece stato pubblicato un mese dopo, il 1º dicembre 2023.

## Stile musicale
Agli esordi, gli Unprocessed combinavano progressive metal e djent. A partire dalla collaborazione con i Polyphia, pubblicando i loro singoli senza album, si sono allontanati sempre di più dalle proprie radici e hanno iniziato a sviluppare il proprio sound, mescolandovi influenze più commerciali. Ox-Fanzine scrive che difficilmente si può descrivere il sound degli Unprocessed con un solo termine: stando ad esso, la band "basandosi su un prog strumentale moderno, offre un misto di pop, hip-hop, R&B e musica elettronica" con "passaggi metal virtuosistici".

## Formazione

### Attuale
- Manuel Gardner Fernandes – chitarra, voce (2013-presente)
- Christoph Schultz - chitarra (2014-presente)
- David John Levy – basso, tastiere, cori (2018-presente)
- Leon Pfeifer - batteria (2018-presente)

### Ex componenti
- Simon Lorenz – basso (2013-2016)
- Jan Aimène - batteria (2013-2016)
- Marvin Jüchtern - tastiera, testi (2013-2015)
- Christopher Talosi - chitarra (2013-2020)

## Discografia

### Album in studio
- 2014 – In Concretion
- 2016 – Perception
- 2018 – Covenant
- 2019 – Artificial Void
- 2022 – Gold
- 2023 – ...And Everything In Between

### EP
- 2022 – Boy Without A Gun

### Singoli
- 2018 – Haven
- 2018 – Exhale (con Vincent Schmitz)
- 2018 – The Division
- 2019 – Fear
- 2019 – Abandoned
- 2019 – Prototype
- 2019 – Artificial Void
- 2020 – Real (con Tim Henson e Clay Gober)
- 2020 – Deadrose
- 2021 – Candyland
- 2021 – Rain
- 2021 – Portrait
- 2022 – Dinner
- 2022 – Fabulist
- 2022 – Berlin (English Version)
- 2023 – Thrash
- 2023 – Blackbone
- 2023 – Glass